# Сегхрушен
Сегхрушен (самоназвания — Tmaziġt, Tamaziġt) — берберский язык зенетской группы, на котором говорит одноимённый народ — представители берберского племени сегхрушен на востоке Марокко.

## Классификация
Сегхрушен часто относят к среднеатласским тамазигхтским диалектам. Они являются взаимопонятными с некоторыми соседними берберскими диалектами, однако, тем не менее, язык относится к зенетским языкам, к подгруппе северноберберских языков. 

## Письменность
Для записи языка используется как латиница, так и древнеливийское письмо.

## Фонетика

### Согласные
В фонетике языка имеется глухой альвеолярный латеральный спирант — аллофон /lt/.
|               |               | Лабиальные | Альвеолярные | Палатальные | Велярные | Увулярные | Фарингальные | Глоттальные |
| ------------- | ------------- | ---------- | ------------ | ----------- | -------- | --------- | ------------ | ----------- |
| Назальные     | Назальные     | m          | nˤ           |             |          |           |              |             |
| Взрывные      | глухие        |            | tˤ           |             | k        |           |              |             |
| Взрывные      | звонкие       | b          | dˤ           |             | ɡ        |           |              |             |
| Фрикативные   | звонкие       | b          | zˤ           | ʒ           |          | ʁ         | ʕ            |             |
| Фрикативные   | глухие        | f          | sˤ           | ʃ           |          | χ         | ħ            | h           |
| Фрикативные   | латеральные   |            | (ɬ)          |             |          |           |              |             |
| Аппроксиманты | Аппроксиманты |            | lˤ           | j           | w        |           |              |             |
| Дрожащие      | Дрожащие      |            | rˤ           |             |          |           |              |             |

### Комментарии
1. ↑  Используется, главным образом, в арабских заимствованиях
2. ↑  t произносится с придыханием — [tʰ]
3. ↑  Некоторые говорящие произносят b как [β]
4. ↑  Некоторые говорящие произносят /lt/ таким образом: ultma «сестра», altu «ещё не»